# Архат (растение)
Арха́т (лат. Siraitia grosvenorii) — многолетняя травянистая лиана семейства Тыквенные, происходящая из Южного Китая и Северного Таиланда, культивируемая чаще всего из-за её плодов. Так же известен как монк или ло хан го.
Лиана вырастает от 3 до 5 м в длину, обвивая при помощи своих усиков другие растения. Листья узкие сердцевидные, 10-20 см длиной. Плод сферический, 5-7 см диаметром, содержит сладкую съедобную мясистую мякоть и многочисленные семена.
Первое научное описание растения появилось в 1941 году в результате экспедиции в джунгли южного Китая, предпринятой по инициативе Г. Х. Гровенора, президента Национального географического общества США. Новооткрытому растению было дано его имя.
Экстракт, получаемый из плодов растения, в 150-200 раз слаще сахара, поэтому широко используется в качестве естественного подсластителя.